# Kapitolski trg, Rim
Kapitolski trg (italijansko Piazza del Campidoglio), je bil od zgodnjega novega veka osrednji trg v Rimu. Italijanska država je Kapitolski trg počastila z znakom Evropske dediščine.

## Zgodovina
V antiki je bila na tem mestu depresija, ki so jo imenovali Asylum. To dolino sta uokvirila dva vrhova  griča Capitolium, na katerem je bil Jupitrov tempelj in Arx, na katerem sta stala grad in tempelj Junone Monete. Dostop do te depresije na Kapitolskem griču je bil mogoč le z Rimskega foruma.
V poznem srednjem veku je bila depresija zapolnjena, da bi se tam lahko uredila Senatska palača. Ker pogled na forum takrat ni bil več všeč lastnikom, so premaknili fasado na nasprotno stran. Ko so papeži po izgnanstvu v Avignonu ponovno prevzeli oblast v Rimu in se znali uveljaviti proti plemičem, so prevzeli tudi prestolnico. Pod njihovim vodstvom so tu postavili druge zgradbe.
Michelangelo je v prvi tretjini 16. stoletja od papeža Pavla III. dobil naročilo za preoblikovanje trga na Kapitolskem griču v Rimu. Leta 1538 je bil tu pripeljan bronast konjeniški kip cesarja Marka Avrelija in ideja je bila, da bi zanj ustvarili primeren okvir. Medtem ko je bila večina njegovih idej uresničena že v 16. in najpozneje v 17. stoletju, je leta 1940 vizualno poudarjanje dopolnila posebna vrsta tlakovanja.
Michelangelova zasnova za Kapitolski trg je obsegala naslednje elemente:
- Cordonata, odprto stopnišče v obliki velike klančine, ki naj bi omogočala dostop s severa. Stopnice in naklon klančine so bili zasnovani tako, da so bili primerni za jahače na konju.

Današnja Cordonata je stopnišče, ki povezuje Piazza d'Aracoeli s Kapitolskim trgom.
Podnožje stopnic obdajata dva leva. Na polovici leve strani je kip ljudskega tribuna in rimskega senatorja Cola di Rienzo, ki ga je leta 1887 ustvaril Girolamo Masini. Zgornji konec stopnic zaznamujeta dominantna kipa dioscurov Kastorja in Polidevka s konji na vajetih, ki so jih tu postavili leta 1585 namesto kipov, ki jih je oblikoval Michelangelo. Tako kot vsi kipi na trgu so tudi to kopije, večina originalov se hrani v Kapitolskih muzejih.
- Stavbe (Senatska palača, Palazzo Nuovo, Konzervatorska palača) bi morale biti trapezoidne, da bi bil prostor videti večji.
- Kip Marka Avrelija naj bi bil obrnjen proti severu proti Vatikanu. Konjeniški kip je treba vizualno poudariti s črtami na pločniku, ki naj predstavljajo dvanajst-koničasto zvezdo, ki se prilega ovalu.

Konjeniški kip je nastal leta 1538 po naročilu papeža Pavla III. Farneseja, ki ga je s stare lokacije pred Lateransko palačo preselil na Kapitolski trg. Zato so na dnu kipa, ki ga je tudi oblikoval Michelangelo, Farnesejeve lilije. Po končani prenovi leta 1990 je bil original prenesen v Kapitolske muzeje.
- Senatska palača naj bi imela veliko dvojno stopnišče, ki naj poudarja simetrijo trga.

Palača je bila zgrajena po Michelangelovem načrtu, vendar so fasado oblikovali Giacomo della Porta in Girolamo Rainaldi med letoma 1547 in 1579.
Dvoramno stopnišče, ki vodi do portala palače, je bilo zgrajeno med letoma 1547 in 1754, brez baldahina podprtega s stebri, ki je bil predviden v zasnovi.
V arkadni niši pod stopnicami stoji na vznožju starodavna skulptura Minerve, ki je bila spremenjena v Roma Dea, ko je bil leta 1588/89 zgrajen vodnjak, ki ga je zasnoval Matteo di Città di Castello (1555–1632) in postavljen pred stopnicami. Dva bočna kolosalna kipa, ki simbolizirata Nil in Tibero, prihajata iz Konstantinovih term in sta bila leta 1518 pripeljana na Kapitolski trg.
Danes je Senatska palača mestna hiša mesta Rim in uradna rezidenca rimskega župana.
25. marca 1957 so v palači Zvezna republika Nemčija, Francija, Italija, Luksemburg in Nizozemska podpisale Rimsko pogodbo - Pogodba o ustanovitvi Evropske gospodarske skupnosti.
- Palazzo Nuovo je naročil papež Inocenc X. pod vodstvom Girolama in Carla Rainaldija v 17. stoletju. Projekt je bil dokončan šele leta 1663. Danes je Palazzo Nuovo del Kapitolskih muzejev.